# Nadia Nadege
Nadia Nadege est une artiste, écrivaine et journaliste canadienne née en France. Immigrée au Canada en 1998. Depuis 2019, elle vit et travaille à Georgeville en Estrie.

## Biographie
Elle a vécu en Asie et en Amérique du Sud dans son enfance et le début de son adolescence avant de revenir vivre en France. Dans sa famille adoptive maternelle, on compte les artistes Jean Mayodon (1893-1967) peintre et céramiste, directeur de la Manufacture nationale de Sèvres, et Jean-Claude Mayodon (1938-1981) peintre.
Son parcours universitaire commence à Paris pour se compléter à Los Angeles et à Montréal. Art, histoire de l'art et communications dans des écoles supérieures et des universités, le plus souvent en cours du soir et cours à distance alternant avec sa participation dans des ateliers de maîtres. Elle est titulaire d'une Maîtrise es Arts, Université du Québec à Montréal (2010) et d'un Diplôme de Second Cycle, Faculté des Beaux-Arts  de l'Université Laval (2012).
Auteure et écrivaine, elle a publié plusieurs ouvrages en français. Anti-Suicide Mode d’emploi est son premier livre publié par les Éditions Vecteurs en 1989 et diffusé dans le monde francophone en particulier au Québec. Sa dernière parution est la biographie de Marie Versailles, artiste pastelliste canadienne (1936-2015)
En tant que chroniqueuse et journaliste culturelle, elle écrit et publie en français en Europe et en Amérique du Nord.

## Parcours artistique
En France elle s'est formée à l'Histoire de l'art à La Sorbonne, aux beaux-arts et à la sculpture. Aux États-Unis, elle a surtout pratiqué le dessin et la photographie dans les années 1980. Nadia Nadège a renoué avec la peinture lorsqu'elle s'est installée au Canada en 1997. Utilisant les techniques mixtes à partir du collage, elle privilégie l'acrylique comme base et y adjoint les  pastels à l'huile, les encres, les papiers et les matériaux bruts. Sa production contemporaine a commencé par deux axes principaux : l'abstrait et le semi-figuratif, surtout sous forme de portraits. Sa production plus récente compte surtout des portraits et des scènes narratives de personnages en mouvement.
C’est une artiste reconnue par ses pairs : Elle a reçu plusieurs bourses[réf. souhaitée] :
- Conseil des arts et des lettres du Québec en 2011 (Écho des murailles, écho des entrailles = installation textile en pratique relationnelle de 100 poupées de chiffon),
- Culture Montérégie en 2012 (coaching de carrière d'artiste)
- Ministère de la Culture du Québec en 2018 (livre d'artiste La neuvième colline avec 45 élèves de Saint-Bruno-de-Montarville)
- Ministère de la Culture et des communications du Québec en 2019 et 2020 = Brouiller les cartes, art postal et livre d'artiste avec 1 500 élèves qui génère 2 000 œuvres en art postal
- Conseil des arts et des lettres du Québec en 2020 : Raconte moi Memphré, livre d'artiste

Elle est aussi artiste sélectionnée par les Ministère de la Culture et Ministère de l’Éducation du Québec pour enseigner à titre d’artiste à l’école depuis 2010. Elle a réalisé à ce titre plusieurs programmes de médiation  culturelle d'envergure : "Autorittrato", 800 autoportraits dans le Nord du Québec, "Marcheurs de vie", 300  sculptures à peindre avec le public, "Un sapin pour ma communauté" 200 citoyens pour créer une exposition de Sapins de Noel, "Echo des murailles, écho des entrailles" , 100 poupées de chiffon pour une murale de pratique relationnelle, "La neuvième colline"  50 élèves pour co-créer un livre d'artiste, "Brouiller les cartes" 2 000 œuvres en Montérégie, "Une école, 1.000 regards", une murale de 260 autoportraits dans une école... 
Elle est membre professionnelle et a été administratrice aux Conseils de Regroupement des Artistes Visuels du Québec, Association québécoise des éducateurs en arts plastiques, Conseil de la Sculpture du Québec. Elle est membre de Culture Estrie, Union des Écrivains et écrivaines du Québec, Maison des arts et de la culture de Brompton et siège au Comité Culture de sa municipalité.
De nombreuses expositions collectives, des performances en direct et deux à trois expositions solos par an au Canada - Montréal, Vancouver ou Toronto, et dans le monde : en France, Espagne, Mexique, États-Unis et Émirats arabes unis.  
Un de ses livres d'artiste fait partie de la collection de la Brooklyn Art Library et a été présenté lors de plusieurs expositions tournantes aux États-Unis en 2012 et 2013. Elle compte à son actif 7 livres d'artistes dont plusieurs récipiendaires de prix et bourses. 
Quelques exemples de son activité au Québec :
1. Plusieurs expositions solo sélectionnées sur jury - Galerie René Blain de Brossard, Centre des arts de Shawinigan, Centre d'art féministe La Centrale - PowerHouse Gallery de Montreal, Musée Brück de Cowansville, Maison Villebon de Beloeil, Maison des arts de Saint-Antoine-sur-Richelieu, Galerie Arto de St-Jean-sur-Richelieu, Centre culturel de Magog, Musée Beaulne à Coaticook...
2. Plusieurs expositions collectives sélectionnées sur jury - Musée Laurier de Victoriaville[4], Centre des arts de Drummondville, Musée du Bronze à Inverness[5] Jardin Moore à Mascouche...
3. Performances sélectionnées sur jury - art urbain - Nuit blanche sur tableau noir, peinture en direct sur le bitume[6], Les Fenêtres qui parlent[7], exposition dans les fenêtres des résidents de la rue Marquette et installation extérieure[8], Art urbain sur la rue Saint-Denis à Montréal, Boites à l'Ëtre à St-Jean-sur-Richelieu, Micro Ouvert à Sherbrooke et Art et Poésie à Magog.
4. Plusieurs résidences artistiques en Europe.

Elle exerce à titre de commissaire, curatrice et critique ainsi que comme mentor et coach d'artiste, en particulier pour leur démarche artistique. 
1. Commissaire artistique pour Zocalo en art urbain éphémère[9]
2. Critique d’art : Steven Lamb[10]  Serge Lavigne[11], Michel Beaucage[12],
3. Mentor et coach pour la démarche artistique : Nathalie Leclair[13] artiste verrière, Caroline Laplante graphiste[14], Judith Picard[15] artiste joaillière, Gisèle Désilets artisane du cuir[16], Annabelle Nicole artiste verrière, Marie-Claire Plante artiste peintre abstraite
4. Enseignante pour la Gestion de carrière artistique : Inspirigo Studio à Montréal, Commission scolaire Marie Victorin à Longueuil, Culture Estrie à Sherbrooke
5. Commissaire artistique pour Arto et sa programmation de 30 jours ARTOTAL à St-Jean-sur-Richelieu

## Medias
- Reportage pour l'émission Bien dans son assiette à Radio Canada[17]

- Entrevue avec Andrée-Anne et Olivier sur ChoqFM (Toronto) durant l'émission PareChoq[18]

## Ouvrages
- 1989 : Anti-suicide mode d'emploi aux Éditions Vecteurs, France
- 1991 : La Mémoire aux Éditions Time Life, Pays-Bas
- 1993 : La Confiance en soi aux Éditions Godefroy, Suisse
- 2008-2009 : Marie Versailles, la quête d'éternité aux Éditions Inspirigo, Canada et "Marie Versailles, pieds nus et mains gantées" aux Éditions Transcontinental Canada
- 2010 : Pandore au pays des merveilles aux Éditions Inspirigo, Canada
- 2012 : Géologie des corps mémoriels
- 2018 : La neuvième colline
- 2020 : poèmes

## Livres d'art et d'artistes
- 2008-2010 : Figurations, Abstractions, Regards fauves, Arabian Horses, Nu(e)s, Ode aux hommes, Portraits de ceux qu'on n'a jamais connus.
- 2012 : Géologie des corps mémoriels, livre-objet : créé dans le cadre du diplôme  de deuxième cycle de la Faculté des Beaux Arts (Université Laval, Québec) le livre a été exposé en novembre 2013 en galerie à Montréal, sélectionné par le Biennale du livre d'artiste au Québec en septembre 2014, par le Salon d'automne au Grand Palais de Paris (France) en octobre 2014.
- 2018 : La neuvième colline
- 2019 : Brouiller les cartes
- 2020 : Raconte moi Memphré